# 儿童早期发展评估与干预
儿童早期发展与评估是指通过对儿童社会能力发展、营养和喂养、生长发育和心理行为发育等角度的评估，评价儿童运动、体格、思维、语言、情感、营养、认知以及社会适应能力在不同年龄段的发展水平，然后对评估结果表现有所不足的儿童，进行针对性干预。
在中国，针对0~6岁儿童的早期发展评估项目有5个，分别是大运动、精细运动、适应能力、语言和社会行为。
传统心理学认为，“人的发展是指人的身体或心理的结构或功能伴随着时间所产生的变化”。系统发展观认为，发展是几个互有联系的组织(生物、文化和历史组织系统)的系统性变化的特征。

## 发展历史

### 《儿童神经心理发育评估量表》制定
首都儿科研究所2014年提出制定《儿童神经心理发育评估量表》建议书。2015年国家卫生计生委予以批准，并列入2015年学校卫生标准制定项目，项目编号为20151001。2015年5月签订卫生标准制修订项目委托协议书，正式启动起草工作。

## 辅助工具

### 儿童神经心理发育评估量表

#### 适用范围
适用于0岁～6岁(未满7周岁)儿童

#### 辅助工具
诊查床、围栏床、小桌、小椅、楼梯等

#### 检测要求
测查环境应安静，光线明亮，4 岁以下儿童允许一位家长陪伴,4 岁及以上的儿童如伴有发育落
后、沟通不利或者测查不配合的情况可有家长陪同。
主试者应严格按照操作方法和测查通过要求进行操作，避免被试儿童家长暗示、启发、诱导。
主试者的位置应正确，桌面应整洁，测查工具箱内的用具不应让被试儿童看到，用一件取一件，
用完后放回。

#### 测查程序

##### 计算实际月龄
首先根据被试者的测查日期和出生日期计算出被试者是几岁几月零几日，再把岁和日换算为
月，以月龄为单位，月龄保留一位小数。
日换算成月为 30 天=1.0 个月，岁换算成月为 1 岁=12.0 个月。

## 儿童运动发育迟缓
儿童运动发育迟缓（motor mental retardation 或 delayed motor and mental development），又称精神运动发育迟缓。常用来描述运动或治理技能的落后，达不到正常发育里程碑所要求的内容。

### 国内治疗情况

#### 运动疗法
运动疗法（PT):运动疗法主要有三方面的作用：减轻疼痛，预防或阻止损伤、疾病及其他原因导致的功能受限、运动障碍及健康状态的进一步加重，恢复、维持及提高健康状态及使获得最佳生活质量。运动疗法对恢复运动功能作用显著。目前在使用最广泛的疗法是神经发育疗法（NDT)、英国的Bobath疗法和德国的Vojta疗法。

#### 作业疗法
作业疗法（OT):日常生活活动训练(ADL)：手的技巧训练，职业前训练，从事社会活动和娱乐活动训练。

#### 物理因子治疗
物理因子治疗：神经电刺激疗法（痉挛治疗仪、低频脉冲电刺激仪、筋络导频仪、神经肌肉治疗仪等），温热疗法，水疗，磁疗、光疗、超短波、激光、生物反馈。

#### 其他
语言治疗（speech therapy，ST）
中医、中药治疗及推拿按摩
针灸治疗（头针、体针、耳针）
穴位注射（躯体穴位、头、颈部特定区域）
西药治疗（神经生长因子、神经节苷脂、胞二磷胆碱）

## 干预方法

### 音乐治疗方法
神经内分泌说：音乐通过听觉传导通路传入大脑皮质相关中枢，使局部皮质兴奋，并将冲动传至脑干网状结构及其他部位进行整合加工，通过传导纤维影响下丘脑、垂体等结构的内分泌功能，促使其分泌一些有利于健康的激素、酶等活性物质，调节局部血流量，提高细胞兴奋性，改善神经、心血管、消化及内分泌系统的功能，维护正常生理节奏和心理平衡。

#### 节奏性音乐治疗
```
RBT(rhythm-based therapy) 音乐疗法是以节奏为基础的音乐疗法，帮助儿童重建有节奏的运动方式。
```

#### 诺道夫-罗宾斯创造性音乐疗法
诺道夫-罗宾斯创造性音乐疗法强调即兴音乐治疗对儿童的作用。罗宾斯主张用即兴音乐跟随患儿，用音乐尊重患儿，并营造一种安全的氛围提高儿童的自我尊重、自我表达、自我控制能力。

#### 奥尔夫音乐疗法
奥尔夫音乐疗法主张将唱、动、奏三种音乐融合，形成一种音乐模式，适合发展水平不齐的儿童共同体验音乐。

#### 群体音乐治疗
群体音乐治疗是将具有不同发展方面问题的儿童组织为群体，使用经过专门选择、创作、改编或即兴的音乐活动治疗。治疗效果主要体现在培育情绪成熟和发展社会能力上，能增长直觉力、集中力、注意力、自信力、取得成就后的满足感等。群体音乐活动分4种，分别是歌曲和歌唱、器乐活动、Pif-Paf-Poltrie和音乐剧本和故事。

#### 个体音乐疗法
1、	聆听法
2、	聆听讨论法
3、	音乐冥想法
4、	积极聆听法
5、	音乐联想法
6、	体感振动音乐疗法